# Zanthoxylum armatum
Zanthoxylum armatum es una especie de árbol perteneciente a la familia de las rutáceas.

## Descripción
Es un arbusto o pequeño árbol que alcanza un tamaño de   5 m de altura, de hoja caduca. Las ramitas y el envés de las hojas en el nervio central por lo general con espinas. Ramitas jóvenes glabras y la inflorescencia y raquis pubescentes de color rojizo. Las hojas con 3-9 (o 11) foliolos;  opuestas, lanceoladas, ovadas o elípticas,  base atenuada a ampliamente cuneada, el ápice agudo a acuminado. Las inflorescencias son terminales en cortas ramitas laterales y, a veces axilares, de 1-7 cm, con menos de 30 flores. El fruto en folículos  usualmente de color púrpura o rojo. Semillas de color pardo negruzco, de 3-4 mm de diámetro. Fl. Abril-mayo, fr. Agosto-octubre.

## Distribución y hábitat
Se encuentra en muchos hábitats, por debajo de 3100 metros en Anhui, Fujian, Gansu, Guangdong, Guangxi, Guizhou, Henan, Hubei, Hunan, Jiangsu, Jiangxi, Shaanxi, Shandong, Shanxi, Sichuan, Taiwán, Xizang, Yunnan, Zhejiang en China y Bangladés, Bután, India, Indonesia, Japón (incluyendo las Islas Ryukyu), Cachemira, Corea, Laos, Birmania, Nepal, Pakistán, Filipinas, Tailandia y Vietnam.

## Taxonomía
Zanthoxylum armatum fue descrita por Augustin Pyrame de Candolle y publicado en Prodromus Systematis Naturalis Regni Vegetabilis 1: 727, en el año 1824.
Variedades aceptadas
- Zanthoxylum armatum var. armatum
- Zanthoxylum armatum var. ferrugineum (Rehder & E.H. Wilson) C.C. Huang

Citología
El número de cromosomas es de:  2 n = 66.
Sinonimia
- Fagara armata Thunb.
- Zanthoxylum arenosum Reeder & S.Y.Cheo
- Zanthoxylum planispinum Siebold & Zucc.

armatum
- Zanthoxylum alatum Roxb.

ferrugineum
- Zanthoxylum alatum f. ferrugineum Rehder & E.H. Wilson
- Zanthoxylum planispinum f. ferrugineum (Rehder & E.H. Wilson) C.C. Huang[3]